# 馬弘儒
馬弘儒（？年—？年），字醇公，直隸宣化府蔚州人。清初武將。
馬弘儒為順治十八年（1661年）辛丑科武進士。授江西南昌衛守備, 升雲南掌印都司，得到吳三桂器重。吳三桂叛清，馬弘儒拒不隨同。以鐵椎鑿齒盡落，囚於昆明，不屈而死。